# Ganagobie
Ganagobie (Ganagòbia en occitan provençal) est une commune française, située dans le département des Alpes-de-Haute-Provence en région Provence-Alpes-Côte d'Azur et connue principalement pour son abbaye.
Ses habitants sont appelés les Ganagobiens,.

## Géographie

### Localisation

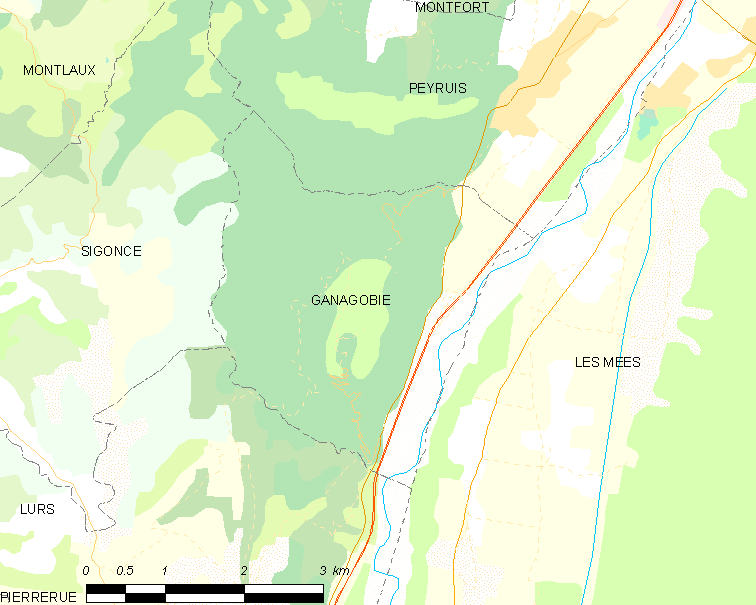
Ganagobie et les communes voisines (Cliquez sur la carte pour accéder à une grande carte avec la légende).

Ganagobie est composé de plusieurs villages et hameaux.
Du nord au sud :
- Pont-Bernard, partagé avec la commune de Peyruis, proche de la ligne de chemin de fer, est à une altitude de 390 m ;
- le village chef-lieu est installé sur une ligne de crête au nord-est du plateau de Ganagobie, à une altitude de 530 m ;
- Le Belvédère est au sud du bourg de Ganagobie sur un replat à 570 m, au bout de la route goudronnée qui part de Pont-Bernard ;
- l'abbaye de Ganagobie, sur le plateau, à 650 m. C'est le principal attrait touristique de la commune.

|         | Peyruis   |          |
| Sigonce | Ganagobie | Les Mées |
|         | Lurs      |          |

Hameaux de Ganagobie.
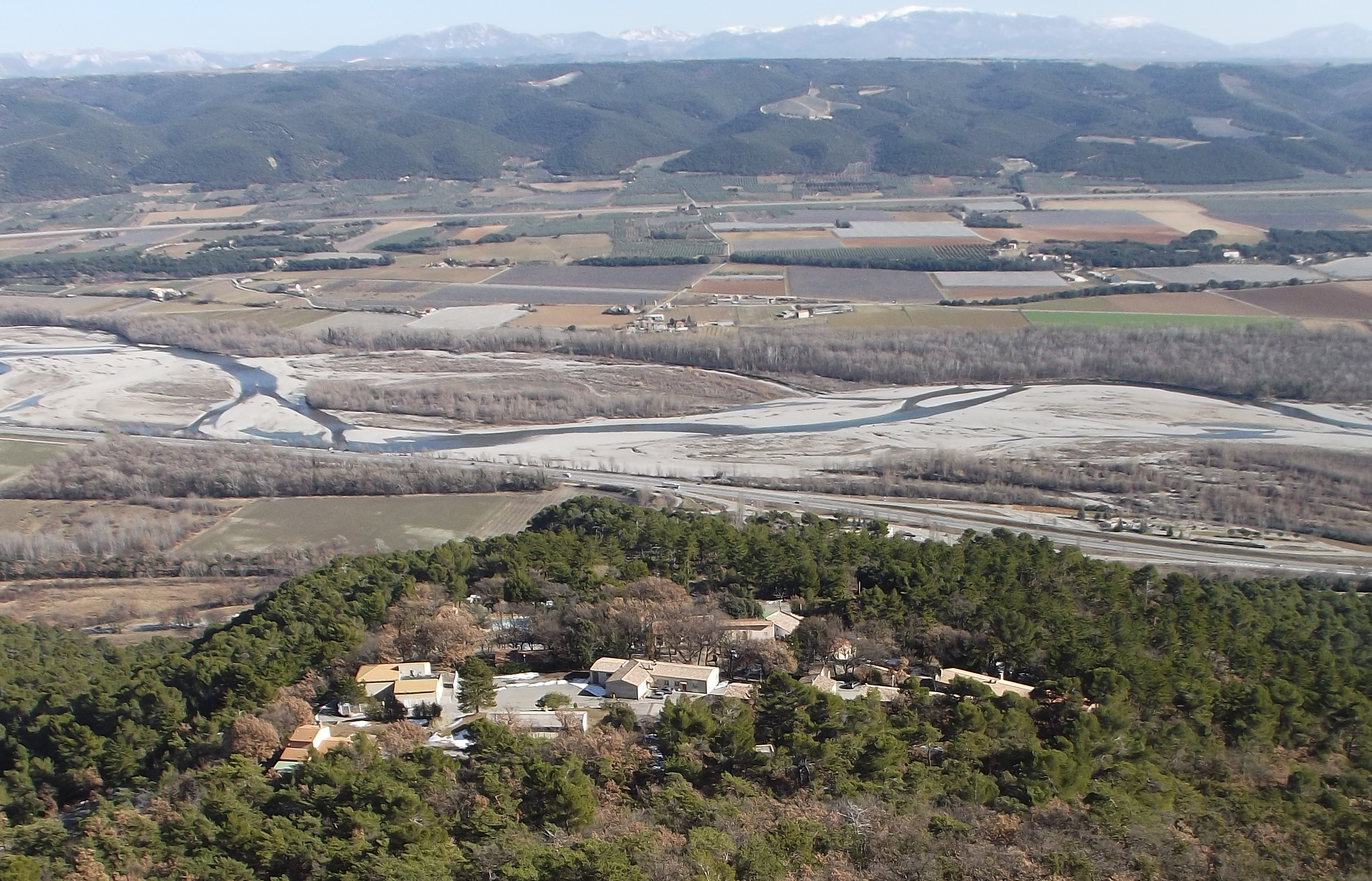
Hameau du Belvédère.
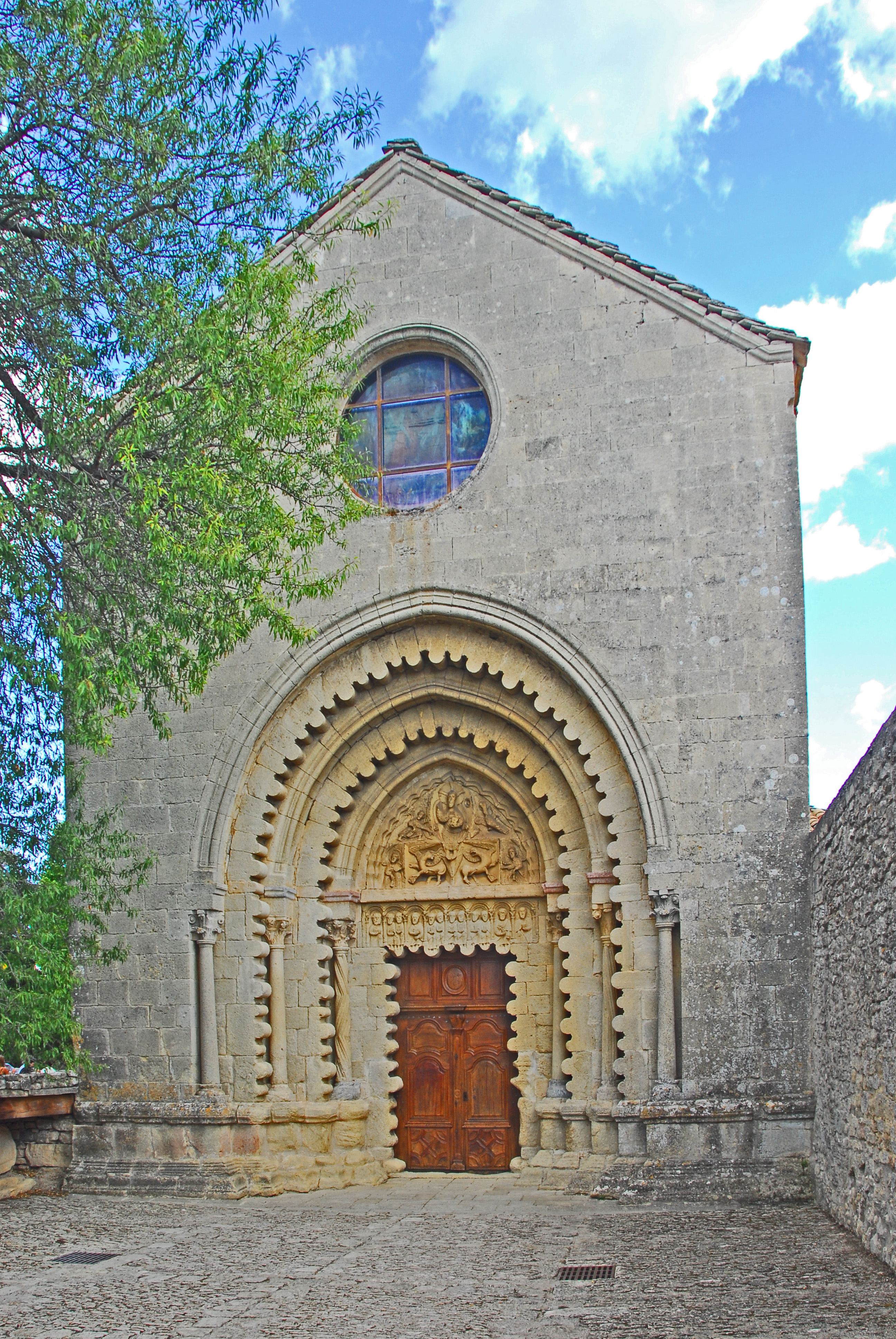
Abbaye de Ganagobie.

### Géologie et relief

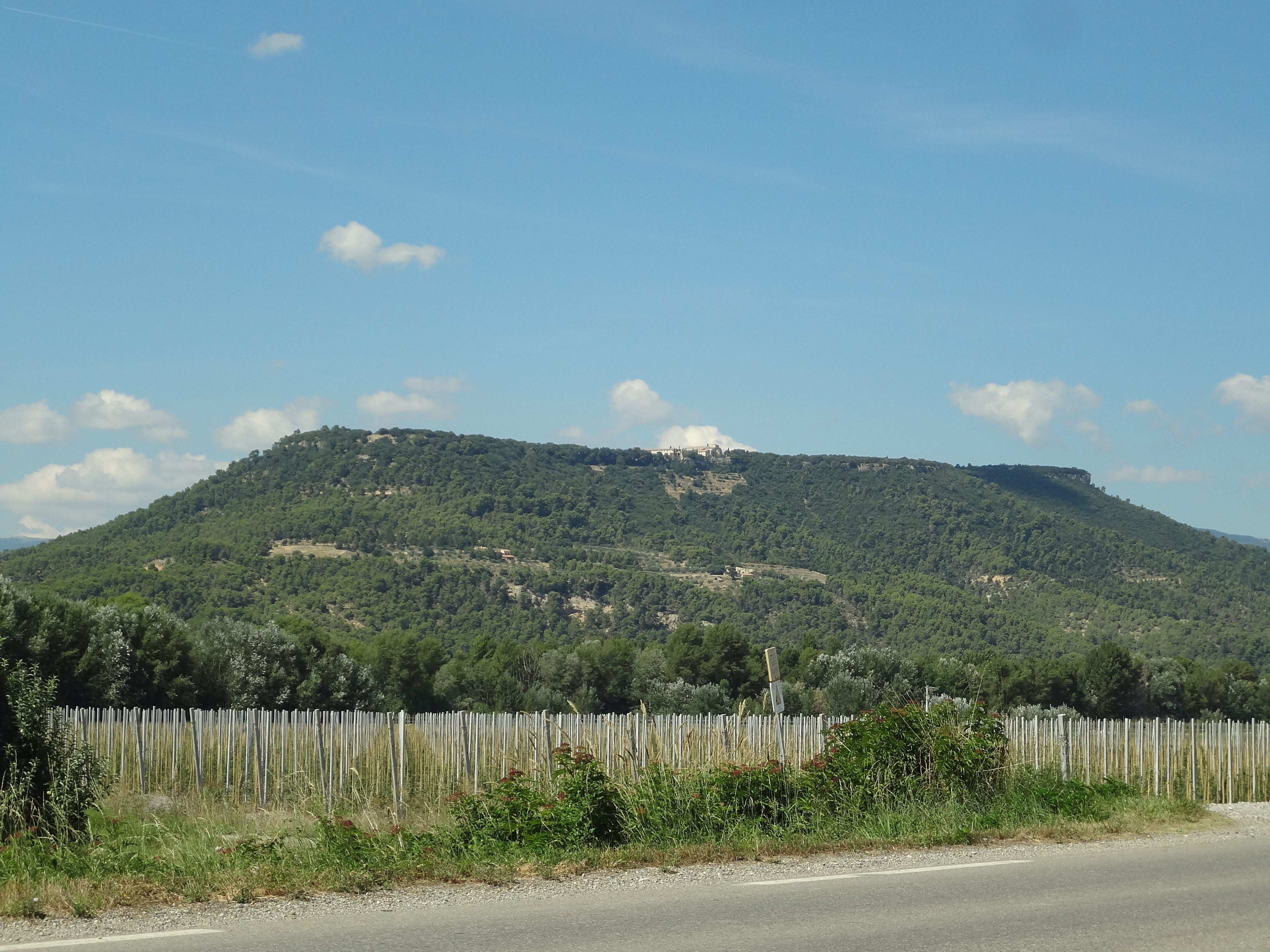
La colline du couvent de Ganagobie.

La commune compte 771 ha de bois et forêts, soit 73 % de sa superficie.

Massif des Alpes et localisation des Baronnies.

La commune comporte trois entités paysagères : 
- la vallée (et le lit) de la Durance pour une très faible part de la commune.
- un relief vallonné (marnes et grès)[4] couvert de forêts pour la grande majorité de la commune.
- au-dessus, le plateau de Ganagobie, site inscrit[5] pour le monastère et ses alentours, la végétation (chênes verts, pins d'Alep) et le paysage. Il offre de nombreuses grottes qui permettent l’établissement d’habitats troglodytes, qui ont été occupés à l’époque préhistorique, au Moyen Âge et par la Résistance[5].

Des allées sillonnent les bois et permettent d'atteindre deux belvédères, perchés au sommet de murailles verticales : l'un domine la vallée de la Durance et le plateau de Valensole ; l'autre, à l'opposé, le bassin de Forcalquier.

### Hydrographie et les eaux souterraines
Cours d'eau sur la commune ou à son aval :
- rivière la Durance,
- ravin le beuvon.

Ganagobie dispose d'une station d'épuration d'une capacité de 300 Équivalent-habitants.

### Climat
Pour des articles plus généraux, voir Climat de Provence-Alpes-Côte d'Azur et Climat des Alpes-de-Haute-Provence.
En 2010, le climat de la commune est de type climat méditerranéen altéré, selon une étude du Centre national de la recherche scientifique s'appuyant sur une série de données couvrant la période 1971-2000. En 2020, Météo-France publie une typologie des climats de la France métropolitaine dans laquelle la commune est exposée à un climat de montagne ou de marges de montagne et est dans la région climatique Alpes du sud, caractérisée par une pluviométrie annuelle de 850 à 1 000 mm, minimale en été.
Pour la période 1971-2000, la température annuelle moyenne est de 12,3 °C, avec une amplitude thermique annuelle de 17,7 °C. Le cumul annuel moyen de précipitations est de 786 mm, avec 6,2 jours de précipitations en janvier et 3,9 jours en juillet. Pour la période 1991-2020, la température moyenne annuelle observée sur la station météorologique de Météo-France la plus proche, « Saint-Auban », sur la commune de Château-Arnoux-Saint-Auban à 12 km à vol d'oiseau, est de 13,4 °C et le cumul annuel moyen de précipitations est de 714,2 mm. 
La température maximale relevée sur cette station est de 42,2 °C, atteinte le 28 juin 2019 ; la température minimale est de −13,4 °C, atteinte le 10 janvier 1985,,.
Les paramètres climatiques de la commune ont été estimés pour le milieu du siècle (2041-2070) selon différents scénarios d'émission de gaz à effet de serre à partir des nouvelles projections climatiques de référence DRIAS-2020. Ils sont consultables sur un site dédié publié par Météo-France en novembre 2022.

### Voies de communications et transports

#### Voies routières
Ganagobie est desservie par la départementale RD 4096, ancienne route nationale 96, qui est construite dans la vallée de la Durance. L'autoroute A51 est construite parallèlement au tracé de la Route départementale 4096.
Deux routes s'embranchent sur la RD 4096 et gravissent le plateau :
- la RD 30, construite seulement en 1953[15] qui commence sur l'ancien tracé de la 4096 (qui est aussi celui de la via Domitia) et escalade le plateau par le sud pour donner accès au monastère ;
- une route communale part de Pont-Bernard et rejoint le village moderne par le versant nord du plateau.

Plusieurs chemins et pistes forestières complètent le réseau viaire.
Autre infrastructure de transport, le canal de Manosque suit le pied du talus ; il franchit les ravins par quatorze ponts, passe dans un tunnel et sort de la commune en franchissant le ravin du Buès par un siphon.

#### Transports en commun
Transport en Provence-Alpes-Côte d'Azur
- Transports collectifs du Département[16].

##### SNCF
- Gares de Brillanne - Oraison ou Peyruis - Les Mées[17],[18].

### Risques naturels et technologiques
Aucune des 200 communes du département n'est en zone de risque sismique nul. L'ancien canton de Peyruis auquel appartenait Ganagobie est en zone 2 (sismicité moyenne) selon la classification déterministe de 1991, basée sur les séismes historiques, et en zone 4 (risque moyen) selon la classification probabiliste EC8 de 2011. La commune de Ganagobie est également exposée à trois autres risques naturels :
- feu de forêt,
- inondation (dans la vallée de la Durance),
- mouvement de terrain.

La commune de Ganagobie est également exposée à deux risques d’origine technologique :
- celui de transport de matières dangereuses, par route et canalisations[21], qui sont surtout des matières premières à destination de l’usine Arkema de Château-Arnoux-Saint-Auban ou des produits finis en venant[22] :
  - la ligne de Lyon à Marseille (par Grenoble) ;
  - l’autoroute A51 et la départementale RD 4096 (route nationale 96) peuvent être empruntées par les transports routiers de marchandises dangereuses[23] ;
  - enfin, le gazoduc servant à alimenter Digne en gaz naturel traverse la commune et constitue donc un facteur de risque supplémentaire[24] ;
- le second risque technologique est celui de rupture de barrage : en cas de rupture du barrage de Serre-Ponçon, la vallée de la Durance serait menacée par l’onde de submersion[25].

Le plan de prévention des risques naturels prévisibles (PPR) de la commune a été approuvé en 2005 pour le seul risque d’inondation> et le Dicrim n’existe pas.

### Pollution radioactive
L’entreprise Isotopchim, appartenant au couple Friedeling, a été active de 1987 à 2001 à Ganagobie,. Elle était spécialisée dans le marquage isotopique avec le carbone 14, radioactif, de molécules organiques, activité jugée non-rentable par le CEA. Les conditions dans lesquelles l’activité est exercée conduisent à d’importants rejets radioactifs (90 % du carbone 14 utilisé). Isotopchim utilise également du tritium, radioactif,, du phosphore 32, du phosphore 33 et du soufre 35, sans autorisation. Des rejets ont lieu par une cheminée de 40 m, un jardin d’enfants étant situé à proximité.
En 1995, l’Opri mesure une contamination radioactive. La préfecture, sous le coup d’un recours pour carence à agir, prononce deux suspensions administratives de l’activité (tout en autorisant des campagnes d’activité exceptionnelles), puis interdit l’activité. Isotopchim continue de produire des déchets malgré l’interdiction préfectorale et le couple Friedeling stocke les déchets dans leur villa. En 1998, un scandale éclate, des boues radioactives ayant été évacuées comme de simples déchets. Le lieu de déversement de ces déchets radioactifs est inconnu, excepté pour un chargement qui a abouti dans la décharge de Fontienne.
Isotopchim est finalement liquidée en 2000. Le couple Friedeling est condamné en 2003 à de la prison avec sursis et à 100 000 € d’amende, la procédure étant épuisée en Cour de cassation en 2007,. L’amende n’a pas été payée.
La radioactivité de l’activité et des déchets stockés dans la villa a pollué le terrain environnant, les taux relevés par l’Aprii-Rad augmentant constamment. Les opérations de dépollution commencent en décembre 2002. Les déchets radioactifs stockés sur le site de l’entreprise ont été évacués de mars à juin 2008,, quelques centaines de litres de liquides radioactifs et 600 kg de boues radioactives.
En 2008, les mesures effectuées par l’Andra confirment une pollution radioactive des sols, dépassant l’enceinte d’Isotopchim et touchant la place du Belvédère et les bâtiments environnants. Les cultures du monastère de Ganagobie sont également touchées jusqu’au début des années 2000. Les opérations de dépollution qui ont eu lieu en 2008-2010 ont coûté environ 3,9 millions d’euros mais devaient se poursuivre en 2012 par l’évacuation de boues restantes.
Jean-Pierre Frideling a pu créer avec sa fille une nouvelle entreprise à Aix-en-Provence, poursuivie pour des faits similaires.

## Urbanisme

### Typologie
Au 1er janvier 2024, Ganagobie est catégorisée commune rurale à habitat très dispersé, selon la nouvelle grille communale de densité à 7 niveaux définie par l'Insee en 2022.
Elle est située hors unité urbaine et hors attraction des villes,.

### Occupation des sols
L'occupation des sols de la commune, telle qu'elle ressort de la base de données européenne d’occupation biophysique des sols Corine Land Cover (CLC), est marquée par l'importance des forêts et milieux semi-naturels (93 % en 2018), une proportion identique à celle de 1990 (93 %). La répartition détaillée en 2018 est la suivante : 
forêts (77,8 %), espaces ouverts, sans ou avec peu de végétation (15,1 %), terres arables (7 %), milieux à végétation arbustive et/ou herbacée (0,1 %).
L'évolution de l’occupation des sols de la commune et de ses infrastructures peut être observée sur les différentes représentations cartographiques du territoire : la carte de Cassini (XVIIIe siècle), la carte d'état-major (1820-1866) et les cartes ou photos aériennes de l'IGN pour la période actuelle (1950 à aujourd'hui).

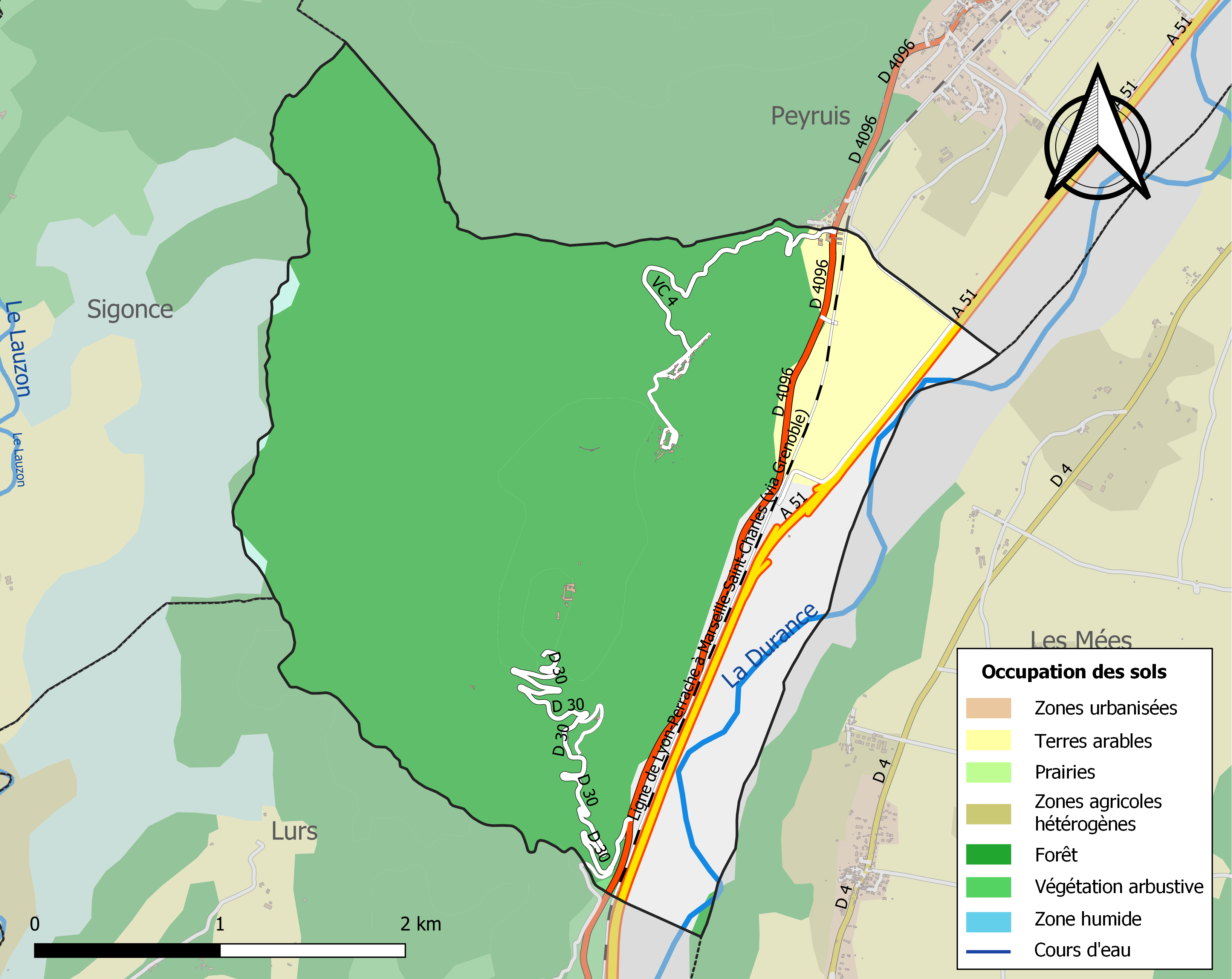
Carte de l'occupation des sols de la commune en 2018 (CLC).

## Toponymie
La localité apparaît pour la première fois dans les textes au Xe siècle : cella Ganagobiacensis et podium Ganaguobiense. On trouve dans les siècles suivants plusieurs variantes : Canagobiensis, Canagobiacensis, Canacopiensis, Ganegobie, Ganagobiæ, Ganagobia.
Les toponymistes reconnaissent généralement la difficulté à établir la signification du nom de la commune, seule la racine oronymique (gan- / kan- ) étant assurée. Charles Rostaing émet une hypothèse, selon laquelle le nom est formé de la racine oronymique (désignant une montagne) *GaN-, le deuxième élément étant une répétition. Il corrige cette hypothèse en assignant la deuxième partie du nom au thème *kopp-, rattaché aux lieux aquatiques, le nom désignant alors « les sources du plateau » ou la « source de la montagne ». Cette hypothèse est reprise par l'association Alpes de Lumière et les Fénié.

## Histoire

### Préhistoire et Antiquité
Le territoire de la commune est fréquenté depuis la Préhistoire : l'extrémité nord du plateau abritait un village préhistorique, retranché derrière un rempart de 120 m, constituant ainsi un oppidum,. Cet oppidum, dit de Villevieille, du nom du village qui lui a succédé, appartenait aux Sogiontiques était établi sur le plateau de Villevieille. Dans l’Antiquité, le territoire de Ganagobie fait partie de celui des Sogiontiques (Sogiontii), dont le territoire s’étend du sud des Baronnies à la Durance. Les Sogiontiques sont fédérés aux Voconces, et après la conquête romaine, ils sont rattachés avec eux à la province romaine de Narbonnaise. Au IIe siècle, ils sont détachés des Voconces et forment une civitas distincte, avec pour capitale Segustero (Sisteron).

### Moyen Âge
Alors que le sud-est de la Gaule était une terre burgonde, le roi des Ostrogoths Théodoric le Grand fait la conquête de la région entre la Durance, le Rhône et l’Isère en 510. La commune dépend donc brièvement à nouveau de l’Italie, jusqu’en 526. En effet, pour se réconcilier avec le roi burgonde Gondemar III, la régente ostrogothe Amalasonthe lui rend ce territoire. À cette époque, deux fermes sont installées sur le plateau de Ganagobie, au nord pour la première et à l'emplacement du prieuré pour la seconde. La position privilégiée du site serait une des raisons de ces occupations.
Le prieuré est fondé à la fin du Xe siècle. La seigneurie appartenait aux évêques de Sisteron, qui en font don à l’abbaye de Cluny. Ce monastère conserve une grande importance jusqu’au XVe siècle : il abrite un temps les reliques de saint Honorat d'Arles, transportées de l’abbaye de Lérins.
En 1471, la communauté de Ganagobie est complètement dépeuplée par la crise du XIVe siècle (Peste noire et guerre de Cent Ans).

### Temps modernes
En 1491, l’abbé de Cluny fait le siège du prieuré pour en reprendre le contrôle. Les luttes pour sa possession durent jusqu’à la Révolution française.

### Époque contemporaine
Le bac du Loup, situé sur la commune, et qui permettait le passage de la Durance, est supprimé lors de la construction du pont des Mées en 1843. Ce pont, emporté par une crue dévastatrice le jour de son inauguration, doit être reconstruit, ce qui donne un sursis au bac, qui est remis en service jusqu’en 1857.
Comme de nombreuses communes du département, Ganagobie se dote d’une école bien avant les lois Jules Ferry : en 1863, elle en possède déjà une qui dispense une instruction primaire aux garçons, au chef-lieu. Aucune instruction n’est donnée aux filles : ni la loi Falloux (1851), qui impose l’ouverture d’une école de filles aux communes de plus de 800 habitants, ni la première loi Duruy (1867), qui abaisse ce seuil à 500 habitants, ne concernent Ganagobie. Ce n’est qu’avec les lois Ferry que les filles de la commune sont régulièrement scolarisées.
Pendant la deuxième Guerre Mondiale, en 1944, en vue du débarquement de Provence, deux équipes Jedburgh sont parachutées les 8 et 9 août afin d’agir sur les arrières allemands, et notamment sur les voies de communication. Disposant de 3 000 FFI, elles prennent le contrôle de la RN 96 qui permet de remonter la vallée de la Durance de Manosque à Veynes. Au cours des opérations suivant le débarquement, les forces alliées franchissent très tôt les premières défenses allemandes, et se lancent dans de rapides offensives de débordement, afin de couper les voies de retraite à la Wehrmacht. Une colonne, partie le 17 août de Vidauban, franchit la Durance le 20 août au sud de Mirabeau. Le 143e régiment d’infanterie US forme une colonne qui remonte la vallée de la Durance toute la journée du 20 août et libère les villes et villages sur son passage, dont Ganagobie. La colonne remonte toutefois rapidement la vallée, sans s’attarder à des détours par les villages : elle traverse la commune sans traverser le chef-lieu.
Jusqu’au milieu du XXe siècle, la vigne était cultivée à Ganagobie. Le vin produit, de qualité médiocre, était destiné à l’autoconsommation. Cette culture est aujourd’hui abandonnée.

## Politique et administration

### Administration municipale
De par sa taille, la commune dispose d'un conseil municipal de neuf membres (article L2121-2 du Code général des collectivités territoriales). Lors du scrutin de 2008, il n’y eut qu’un seul tour et Bernadette Auric a été réélue conseillère municipale avec le meilleur total de 61 voix, soit 76,25 % des suffrages exprimés. La participation a été de 88,89 %. Elle a ensuite été nommée maire par le conseil municipal.
Depuis 1987, une communauté d'un quinzaine de moines bénédictins de la congrégation de Solesmes est installée dans le monastère, en provenance de l'abbaye d'Hautecombe, abandonnée à cause d'une présence touristique croissante à l'excès.

### Liste des maires
L'élection du maire est la grande innovation de la Révolution de 1789. De 1790 à 1795, les maires sont élus au suffrage censitaire pour deux ans. De 1795 à 1800, il n’y a pas de maires, la commune se contente de désigner un agent municipal qui est délégué à la municipalité de canton.
En 1799-1800, le Consulat revient sur l'élection des maires, qui sont désormais nommés par le pouvoir central. Ce système est conservé par les régimes suivants, à l'exception de la Deuxième République (1848-1851). Après avoir conservé le système autoritaire, la Troisième République libéralise par la loi du 5 avril 1884 l'administration des communes : le conseil municipal, élu au suffrage universel, élit le maire en son sein.
| Période                                  | Période                       | Identité         | Étiquette | Qualité   |
| ---------------------------------------- | ----------------------------- | ---------------- | --------- | --------- |
| mai 1945                                 |                               | Daniel Garcin    |           |           |
|                                          |                               |                  |           |           |
| mars 1995                                | En cours (au 21 octobre 2014) | Sylvie Belmonte, | DVD       | Retraitée |
| Les données manquantes sont à compléter. |                               |                  |           |           |

### Intercommunalité
Ganagobie fait partie :
- de 2001 à 2017, de la Communauté de communes de la Moyenne Durance ;
- depuis le 1er janvier 2017, de la communauté d'agglomération Provence-Alpes.

### Instances judiciaires et administratives
Ganagobie est une des quatre communes de l'ancien canton de Peyruis qui totalisait 4 255 habitants en 2012. Le canton a fait partie de l'arrondissement de Forcalquier depuis 1801 et de la deuxième circonscription des Alpes-de-Haute-Provence. Ganagobie faisait partie du canton de Peyruis de 1802 à 2015 après avoir fait partie du canton de Lurs de 1793 à 1801 et du canton de Saint-Étienne-les-Orgues de 1801 à 1802. À la suite du redécoupage des cantons du département, la commune est rattachée au canton de Château-Arnoux-Saint-Auban.
La commune fait partie des juridictions d'instance et de commerce de Manosque, prud'homale et de grande instance de Digne-les-Bains, mais aussi de la cour administrative d'appel de Marseille et de la cour d'appel d'Aix-en-Provence.

### Fiscalité locale
| Taxe                                        | Part communale | Part départementale | Part régionale |
| ------------------------------------------- | -------------- | ------------------- | -------------- |
| Taxe d'habitation                           | 8,67 %         | 5,53 %              | 0,00 %         |
| Taxe foncière sur les propriétés bâties     | 35,19 %        | 14,49 %             | 2,36 %         |
| Taxe foncière sur les propriétés non bâties | 107,53 %       | 47,16 %             | 8,85 %         |

La part régionale de la taxe d'habitation n'est pas applicable.
La taxe professionnelle est remplacée en 2010 par la cotisation foncière des entreprises (CFE) portant sur la valeur locative des biens immobiliers et par la contribution sur la valeur ajoutée des entreprises (CVAE) (les deux formant la contribution économique territoriale (CET) qui est un impôt local instauré par la loi de finances pour 2010). La part intercommunale de la CFE s'élève à 31,57 %.

### Budget et fiscalité 2019
En 2019, le budget de la commune était constitué ainsi :
- total des produits de fonctionnement : 312 000 €, soit 3 431 € par habitant ;
- total des charges de fonctionnement : 327 000 €, soit 3 593 € par habitant ;
- total des ressources d'investissement : 154 000 €, soit 1 690 € par habitant ;
- total des emplois d'investissement : 117 000 €, soit 1 288 € par habitant ;
- endettement : 115 000 €, soit euro par habitant.

Avec les taux de fiscalité suivants :
- taxe d'habitation : 8,67 % ;
- taxe foncière sur les propriétés bâties : 35,19 % ;
- taxe foncière sur les propriétés non bâties : 107,53 % ;
- taxe additionnelle à la taxe foncière sur les propriétés non bâties : 0,00 % ;
- cotisation foncière des entreprises : 0,00 %.

Chiffres clés Revenus et pauvreté des ménages en 2017.

## Population et société

### Démographie

#### Évolution démographique
L'évolution du nombre d'habitants est connue à travers les recensements de la population effectués dans la commune depuis 1765. Pour les communes de moins de 10 000 habitants, une enquête de recensement portant sur toute la population est réalisée tous les cinq ans, les populations de référence des années intermédiaires étant quant à elles estimées par interpolation ou extrapolation. Pour la commune, le premier recensement exhaustif entrant dans le cadre du nouveau dispositif a été réalisé en 2007.

En 2022, la commune comptait 90 habitants, en évolution de −1,1 % par rapport à 2016 (Alpes-de-Haute-Provence : +2,84 %, France hors Mayotte : +2,11 %).
| 1765 | 1793 | 1800 | 1806 | 1821 | 1831 | 1836 | 1841 | 1846 |
| ---- | ---- | ---- | ---- | ---- | ---- | ---- | ---- | ---- |
| 93   | 68   | 88   | 79   | 79   | 92   | 107  | 122  | 117  |

| 1851 | 1856 | 1861 | 1866 | 1872 | 1876 | 1881 | 1886 | 1891 |
| ---- | ---- | ---- | ---- | ---- | ---- | ---- | ---- | ---- |
| 125  | 117  | 109  | 81   | 73   | 73   | 73   | 72   | 61   |

| 1896 | 1901 | 1906 | 1911 | 1921 | 1926 | 1931 | 1936 | 1946 |
| ---- | ---- | ---- | ---- | ---- | ---- | ---- | ---- | ---- |
| 61   | 44   | 31   | 34   | 32   | 46   | 26   | 24   | 11   |

| 1954 | 1962 | 1968 | 1975 | 1982 | 1990 | 1999 | 2006 | 2007 |
| ---- | ---- | ---- | ---- | ---- | ---- | ---- | ---- | ---- |
| 11   | 10   | 121  | 50   | 64   | 75   | 91   | 105  | 106  |

| 2012 | 2017 | 2022 | - | - | - | - | - | - |
| ---- | ---- | ---- | - | - | - | - | - | - |
| 84   | 96   | 90   | - | - | - | - | - | - |

| 1471      |
| --------- |
| inhabitée |

L’histoire démographique de Ganagobie, après l'abandon complet du terroir au XVe siècle et le long mouvement de croissance jusqu’au début du XIXe siècle, est marquée par une période d’« étale » où la population reste relativement stable à un niveau élevé. Cette période dure des années 1820 à 1861. L’exode rural provoque ensuite un mouvement de baisse de la population de longue durée, et rapide. Dès 1891, la commune enregistre la perte de plus de la moitié de sa population par rapport au maximum historique de 1851. Le mouvement de baisse se prolonge jusqu'aux années 1970. Depuis, la population a repris une croissance vigoureuse et est revenue aux niveaux du début du XIXe siècle.

### Enseignement
La commune ne dispose ni d’école maternelle ni d’école primaire. Les élèves vont à l’école publique primaire de Dauphin ou à celle de Saint-Michel-l'Observatoire. Ensuite les élèves sont affectés au collège Le Mont-d'Or à Manosque,. Puis les élèves sont dirigés vers les lycées de Manosque, soit le lycée polyvalent Les Iscles soit le lycée Félix-Esclangon.

### Santé
Professionnels et établissements de santé :
- Mécecins, infirmiers, kinésithérapeutes à Peyruis, Les Mées,
- Pharmacies à Peyruis, Les Mées
- Centres Hospitaliers à Sisteron et Manosque (tous deux à 28 km).
- Hôpital local aux Mées.

### Cultes
- Culte catholique, Abbaye de Ganagobie (bénédictins)[82],[83], Diocèse de Gap[84].

## Économie
L'économie de la commune dépend de deux sources de revenus, l'agriculture, de type méditerranéenne, et le tourisme culturel.

### Agriculture
À la suite du développement de l’abbaye, il y avait toute une population de travailleurs ou d’agriculteurs qui s’était initialement établie sur le plateau.
- Vignobles.

### Tourisme
- Restaurants à Peyruis,
- Chambres d'hôtes,
- Campings à Oraison, Manosque.

### Commerces
- Commerces de proximité à Oraison, Peyruis.

### Aperçu général
En 2009, la population active s’élevait à 59 personnes, dont neuf chômeurs (six fin 2011). Ces travailleurs sont majoritairement salariés (38 sur 51) et travaillent majoritairement hors de la commune (41 actifs sur 51).

### Agriculture

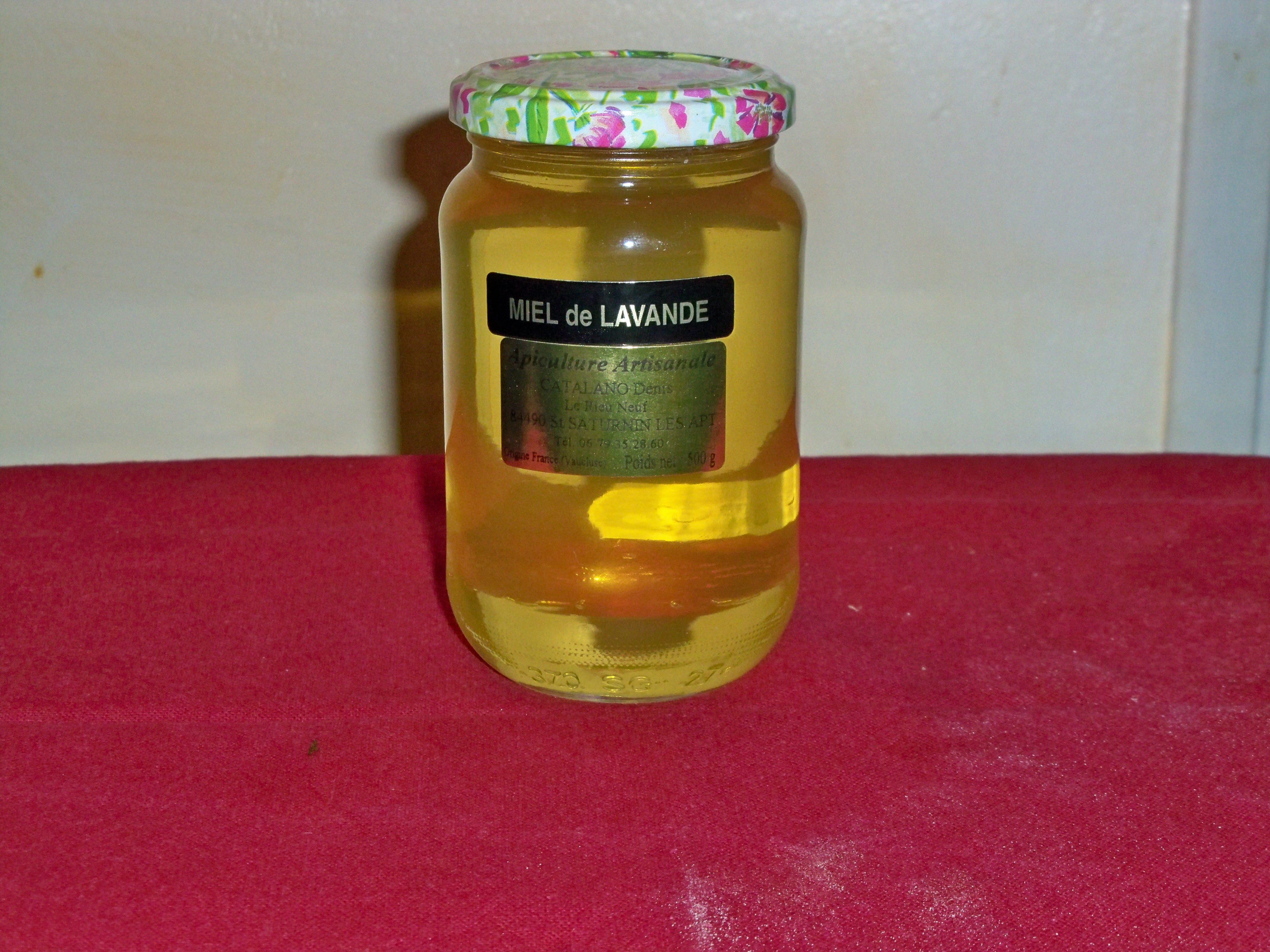
Miel de lavande.

Fin 2010, le secteur primaire (agriculture, sylviculture, pêche) comptait deux établissements actifs au sens de l’Insee (exploitants non-professionnels inclus) et un seul emploi salarié.
Le nombre d’exploitations professionnelles, selon l’enquête Agreste du ministère de l’Agriculture, est de trois en 2010, chiffre stable depuis 2000.
Les agriculteurs de la commune de Ganagobie peuvent prétendre à trois labels appellation d'origine contrôlée (AOC) (dont le banon) et à neuf labels indication géographique protégée (IGP) (petit épeautre, miel de Provence, agneau de Sisteron).
La culture de l’olivier est pratiquée dans la commune depuis des siècles, tout en étant limitée à des surfaces restreintes. Le terroir de la commune se situe en effet à la limite altitudinale de l’arbre, qui ne peut que difficilement être exploité au-delà des 650 mètres. Actuellement, l’oliveraie communale compte moins de 1 000 pieds. L’huile produite à partir des olives récoltées dans la commune bénéficie des AOC huile d’olive de Provence et huile d’olive de Haute-Provence.
Parmi les labels couvrant la commune, ceux concernant le vin (alpes-de-haute-provence (IGP) blanc, rouge et rosé et VDP de Méditerranée blanc, rouge et rosé) ne sont pas utilisés, la vigne n’étant pas cultivée pour une production commerciale à Ganagobie.

Productions agricoles
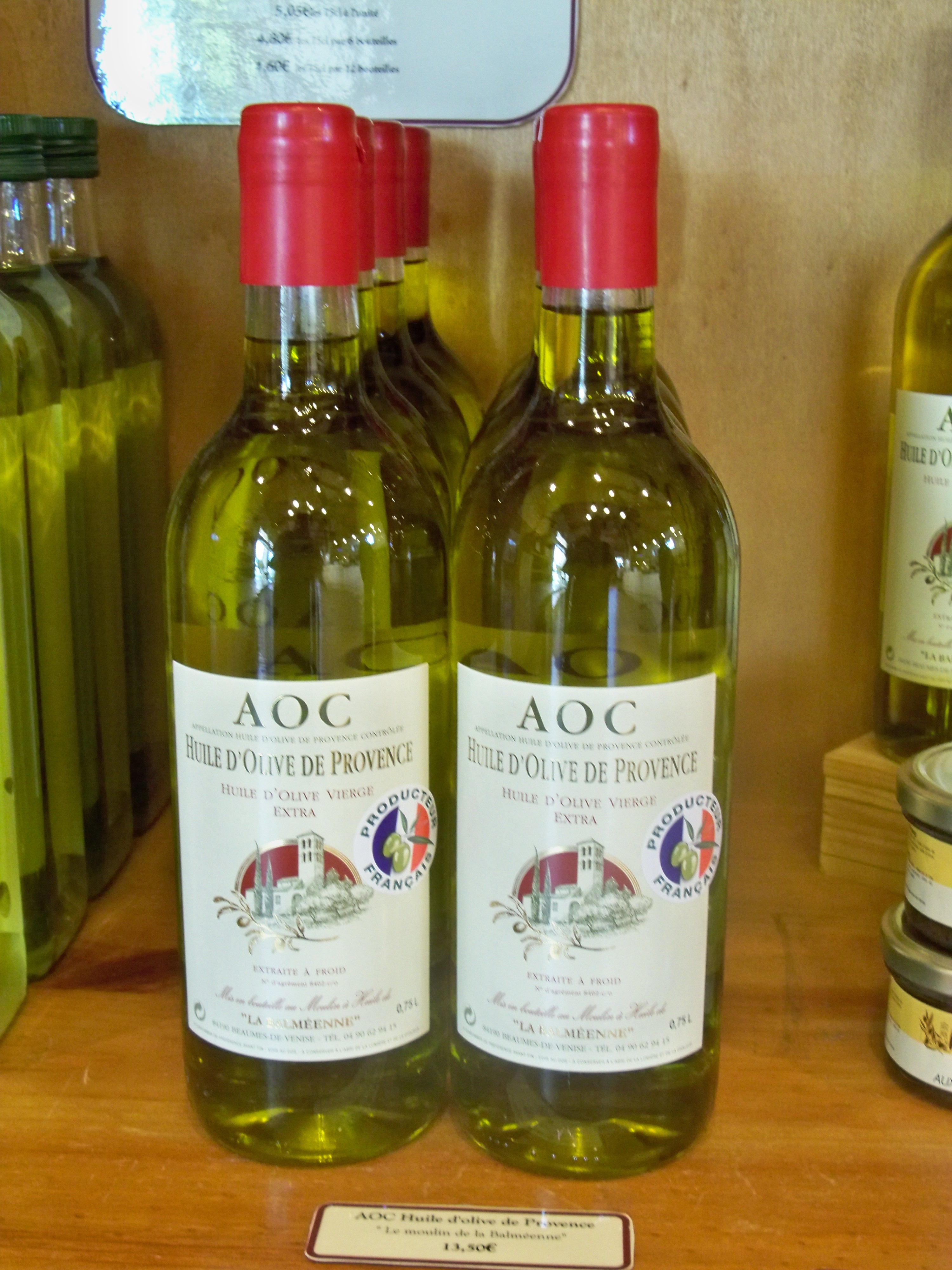
Huile de Provence AOC.
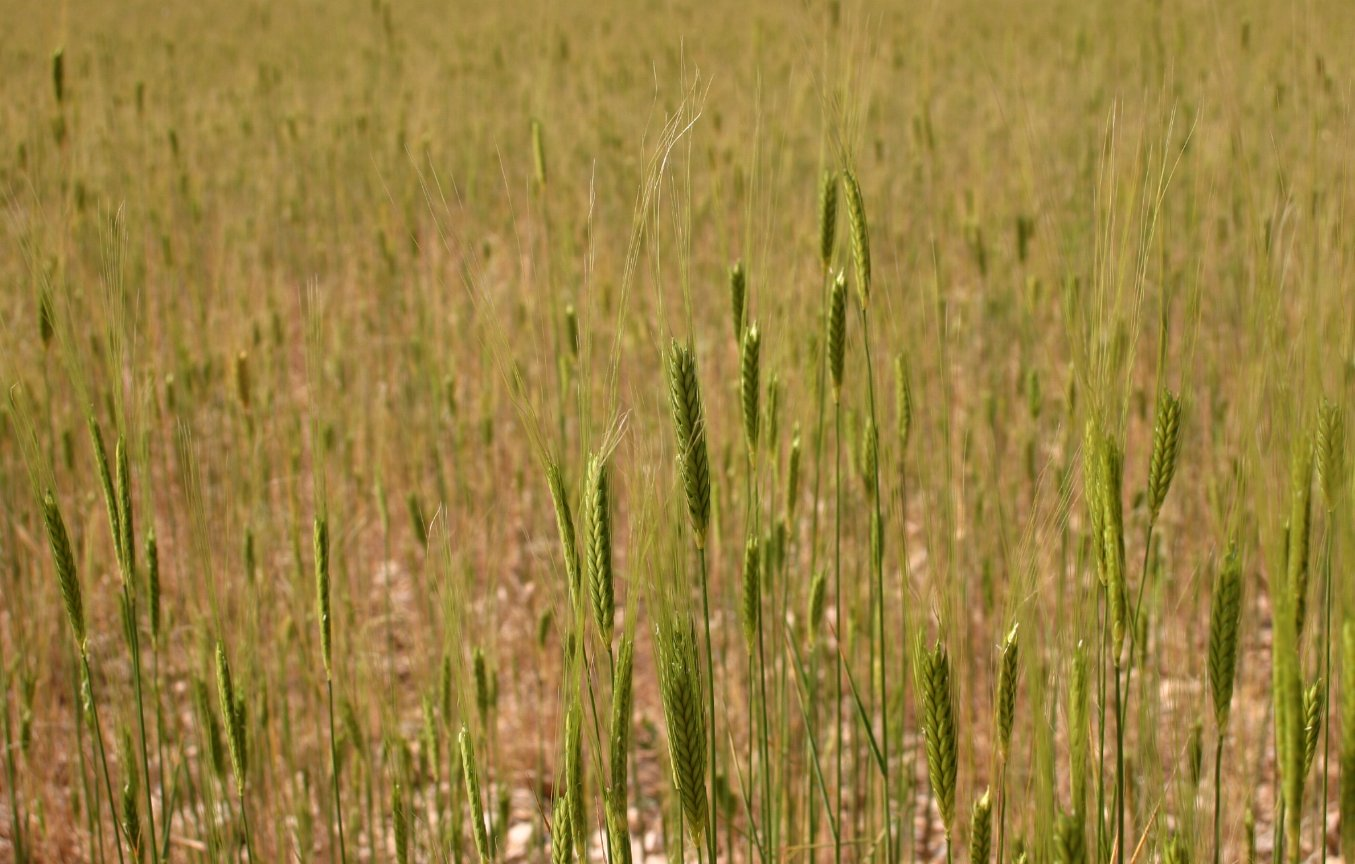
Petit épeautre.
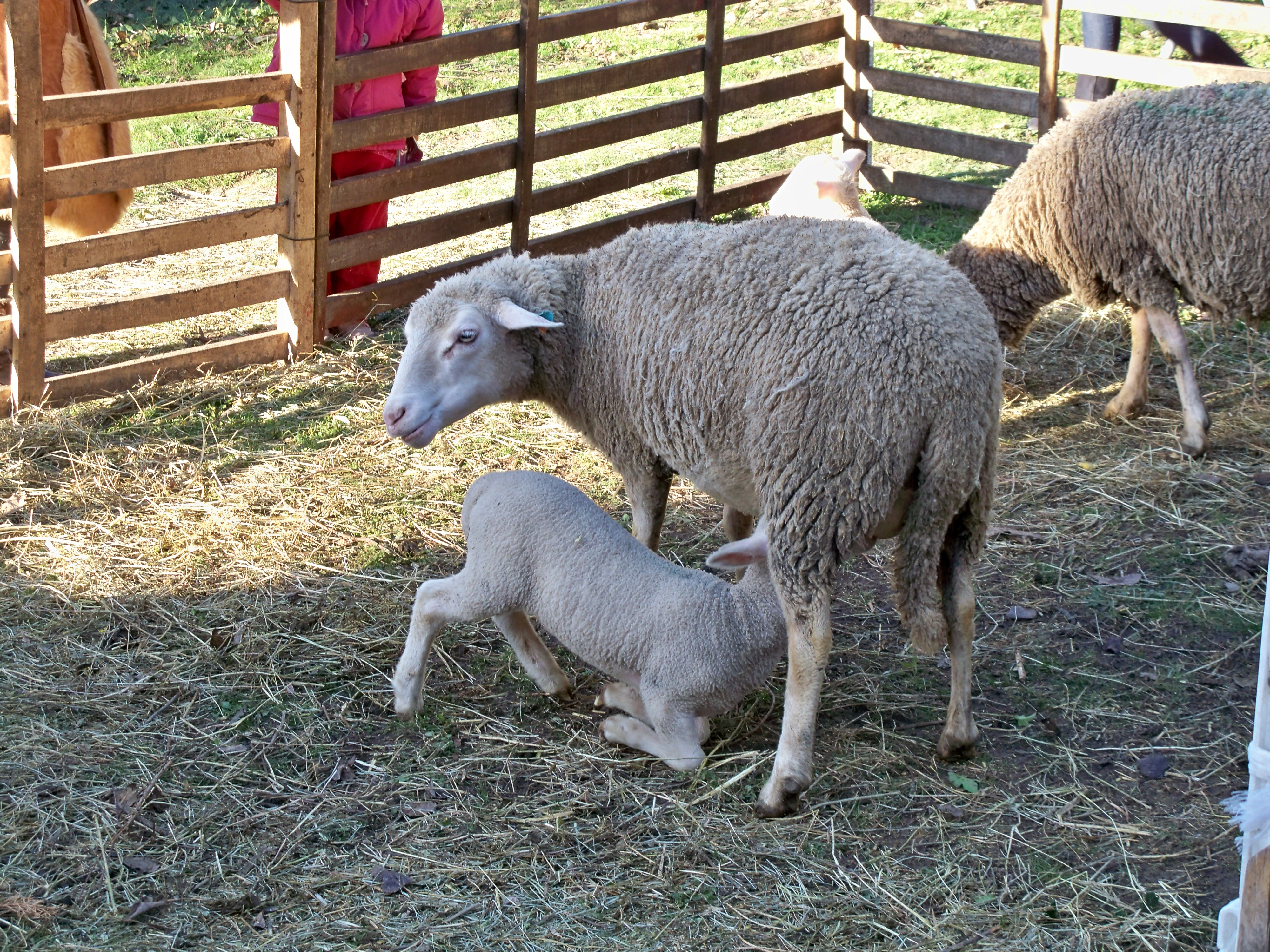
Agneau de Sisteron élevé sous sa mère.
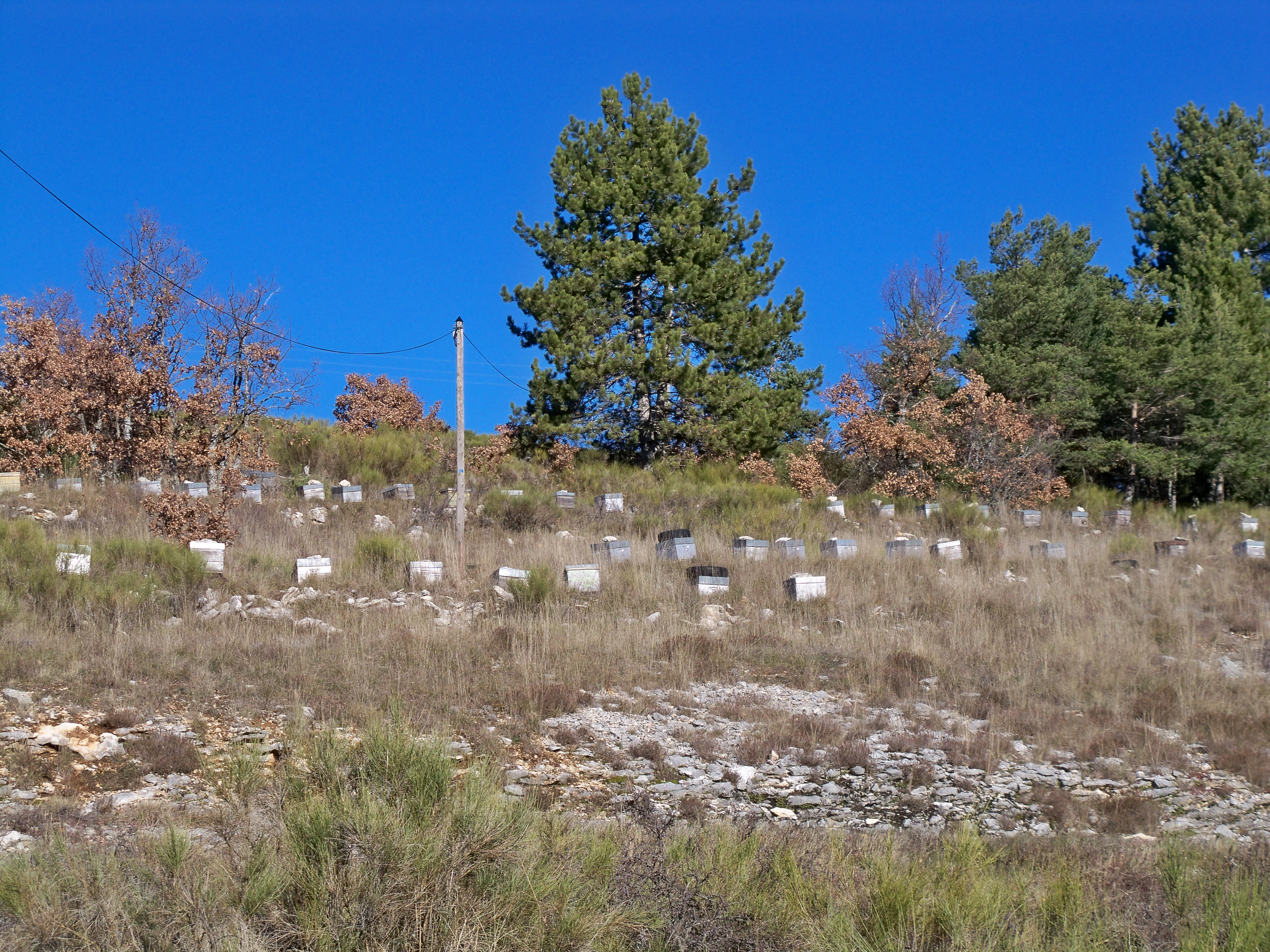
Ruches à la Combe du Pommier.
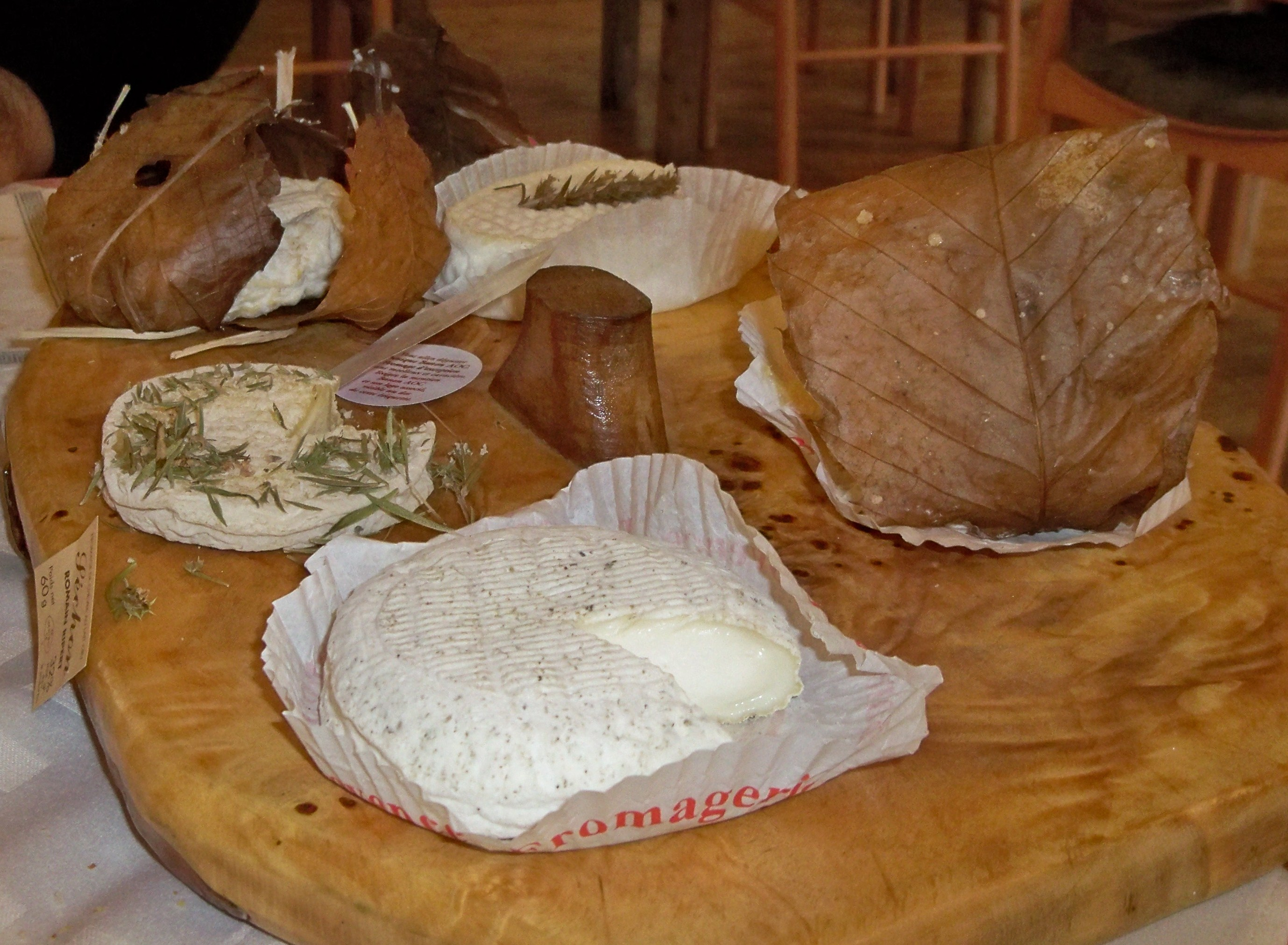
Plateau d'AOC Banon dans un restaurant de Revest-du-Bion.

### Industrie
Fin 2010, le secteur secondaire (industrie et construction) comptait six établissements, employant deux salariés.

### Activités de service
Fin 2010, le secteur tertiaire (commerces, services) comptait quatre établissements (avec huit emplois salariés), auxquels s’ajoutent les trois établissements du secteur administratif (regroupé avec le secteur sanitaire et social et l’enseignement), salariant une seule personne.
D'après l’Observatoire départemental du tourisme, la fonction touristique est faible pour la commune, qui ne dispose d’aucune structure d’hébergement à finalité touristique recensée.
L’unique résidence secondaire n’apporte pas non plus de capacité d’accueil,.

## Lieux et monuments

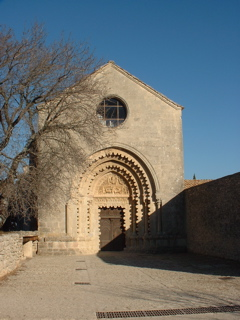
L'église Notre-Dame de l'abbaye de Ganagobie.

- abbaye Notre-Dame de Ganagobie, dont plusieurs éléments sont classés[97]
- pierres levées se trouvant près de l'allée de Forcalquier[5]
- vestiges de la voie domitienne (monument historique)
- pont romain de Lurs, franchissant le ravin de Buès, est en partie situé sur la commune. Il est classé monument historique en 1963[98].
- tour de guet à Villevieille[5]
- près de la RN 96, deux fermes sont assez anciennes : la ferme de la Serre (croisée), et la ferme de Pont-Bernard [99], qui possède un pigeonnier
- église abbatiale Notre-Dame : elle abrite une Vierge à l’Enfant de Monticelli, peinte en 1854 et classé monument historique au titre objet[100]

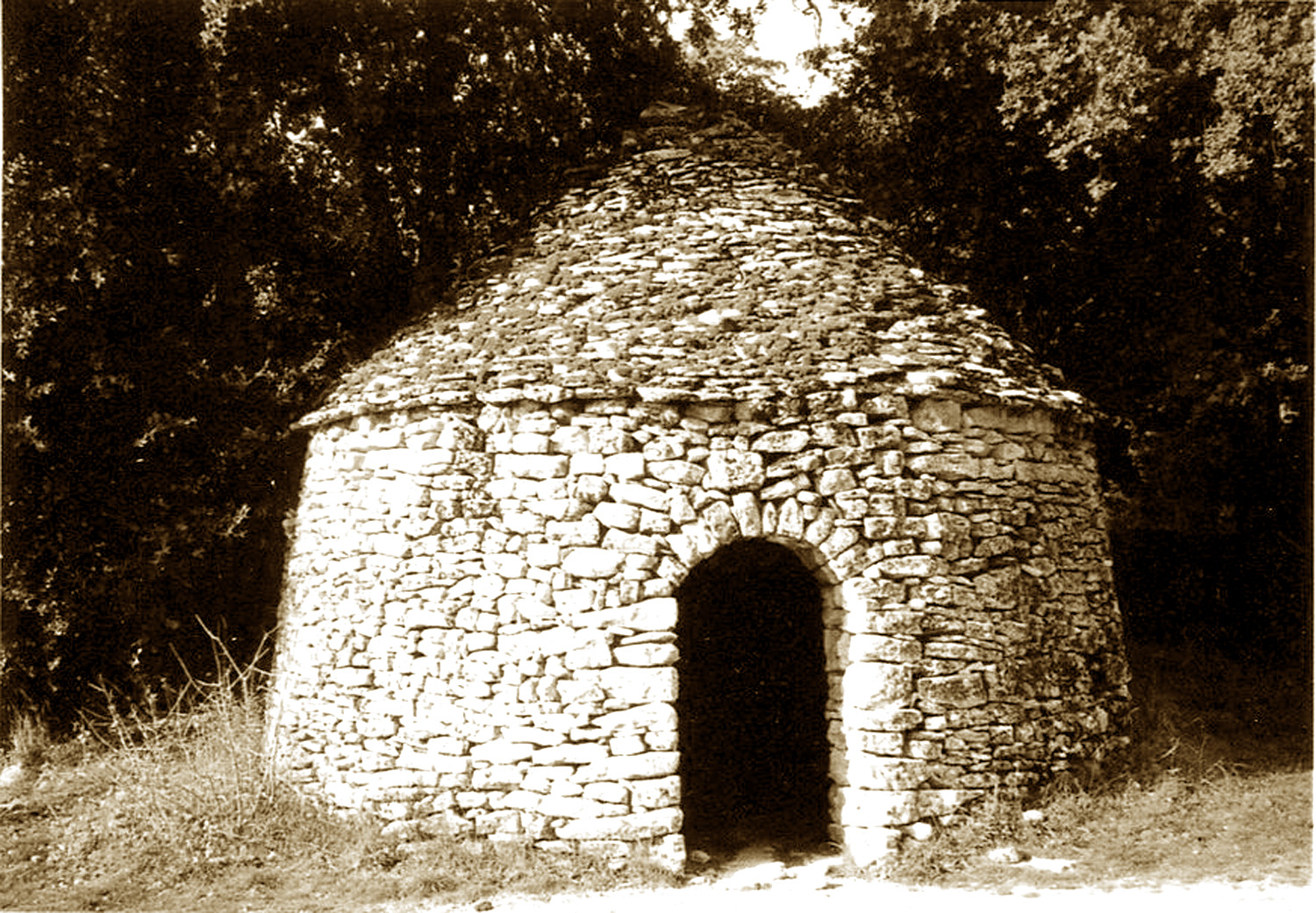
Cabanon pointu au centre de l'ancien clos du monastère.

Tout le plateau de Ganagobie est couvert de chênes verts. On peut y voir les ruines d'une église du VIIIe siècle. Une cabane de pierres sèches se trouve au centre d'un ancien enclos ("garenne") devant l'abbaye. Si des cartes postales des années 1950-1960 la disent « gauloise » (une autre carte postale des années 1920-1930 l’attribue aux Cavares), il s'agit en fait d'un cabanon en pierre sèche du XIXe siècle. 

### Héraldique
| Blason de Ganagobie | Blason  | D'azur à une montagne d'or, autour de laquelle est écrit en cercle GANAGOBIE en lettres capitales de sable. |
| Blason de Ganagobie | Détails | Le statut officiel du blason reste à déterminer.                                                            |

## Faits divers

### Affaire Yannis Moré
Le 2 mai 1989, vers 10 heures du matin, un enfant de trois ans, Yannis Moré, disparait. Il jouait près de la maison familiale avec ses frères et sœur qui l'avaient laissé seul quelques instants. Rapidement, les habitants participent pendant plusieurs semaines à des battues, sans résultat.  Seize mois après les faits, un chasseur retrouve les vêtements que portait Yannis le jour de sa disparition soit ses chaussures en cuir gris, son anorak, une chaussette, son slip à 300 mètres de la maison de la famille,. Les analyses biologiques ne révèlent pas de traces de sang. Cette découverte renforce l'hypothèse de l'enlèvement. Des années après, l'affaire demeure non élucidée.

## Personnalités liées à la commune
- Adolphe Monticelli (1824-1886), peintre, passa son enfance à Ganagobie[107]

### Cartes
1. ↑  IGN, « Évolution comparée de l'occupation des sols de la commune sur cartes anciennes », sur remonterletemps.ign.fr (consulté le 13 juillet 2023).

Autres réferences
1. 1 2  Roger Brunet, « Canton de Peyruis », Le Trésor des régions, consultée le 11 juin 2013.
2. ↑  « Services publics Ganagobie », sur habitants.fr, SARL Patagos (consulté le 28 juin 2016).
3. 1 2  « IGN, Carte topographique de Ganagobie » sur Géoportail (consulté le 16 janvier 2014)..
4. ↑  Site Infoterre du BRGM.
5. 1 2 3 4 5 6  Michel de La Torre, Alpes-de-Haute-Provence : le guide complet des 200 communes, Paris, Deslogis-Lacoste, coll. « Villes et villages de France », 1989, Relié, 72 p. (non-paginé)  (ISBN 2-7399-5004-7).
6. ↑  L'eau dans la commune
7. ↑  Station d'épuration
8. 1 2  Daniel Joly, Thierry Brossard, Hervé Cardot, Jean Cavailhes, Mohamed Hilal et Pierre Wavresky, « Les types de climats en France, une construction spatiale », Cybergéo, revue européenne de géographie - European Journal of Geography, no 501,‎ 18 juin 2010 (DOI 10.4000/cybergeo.23155, lire en ligne, consulté le 30 janvier 2024)
9. ↑  « Zonages climatiques en France métropolitaine. », sur pluiesextremes.meteo.fr (consulté le 30 janvier 2024).
10. ↑  « Orthodromie entre Ganagobie et Château-Arnoux-Saint-Auban », sur fr.distance.to (consulté le 30 janvier 2024).
11. ↑  « Station Météo-France « Saint-Auban », sur la commune de Château-Arnoux-Saint-Auban - fiche climatologique - période 1991-2020. », sur donneespubliques.meteofrance.fr (consulté le 30 janvier 2024).
12. ↑  « Station Météo-France « Saint-Auban », sur la commune de Château-Arnoux-Saint-Auban - fiche de métadonnées. », sur donneespubliques.meteofrance.fr (consulté le 30 janvier 2024).
13. ↑  « Les nouvelles projections climatiques de référence DRIAS-2020. », sur drias-climat.fr (consulté le 30 janvier 2024).
14. ↑  « Climadiag Commune : diagnostiquez les enjeux climatiques de votre collectivité. », sur meteofrance.com, novembre 2022 (consulté le 30 janvier 2024).
15. ↑  Guy Barruol, « Notes succinctes sur l'histoire du prieuré du Moyen Âge à nos jours », in Michel Fixot, Jean-Pierre Pelletier, Guy Barruol (directeurs), Ganagobie, mille ans d'un monastère en Provence, Mane : Les Alpes de Lumière, 1996, collection « Les Alpes de Lumière », no 120-121,  (ISBN 2-906162-32-9), p. 32.
16. ↑  Transports collectifs du Département
17. ↑  Paca Mobilité
18. ↑  Comment venir au monastère
19. ↑  Dossier départemental sur les risques majeurs dans les Alpes-de-Haute-Provence, Préfecture des Alpes-de-Haute-Provence, 2008 (lire en ligne), p.39.
20. 1 2  Ministère de l’Écologie, du développement durable, des transports et du logement, Notice communale sur la base de données Gaspar, mise à jour le 27 mai 2011, consultée le 23 juillet 2012.
21. ↑  Dossier départemental sur les risques majeurs 2008, p. 95.
22. 1 2  Dossier départemental sur les risques majeurs 2008, p. 96.
23. ↑  Dossier départemental sur les risques majeurs 2008, p. 80.
24. ↑  Dossier départemental sur les risques majeurs 2008, p. 81.
25. ↑  Dossier départemental sur les risques majeurs 2008, p. 88.
26. ↑  Formulaire de recherche, base Dicrim, consultée le 23 juillet 2011.
27. 1 2 3  Valérie Maintenant, « Ganagobie : les ultimes déchets radioactifs évacués », La Provence, 24 avril 2008, consulté le 16 février 2013.
28. 1 2 3 4 5  Roberto Figaroli, « Alpes : les déchets radioactifs évacués de Ganagobie », La Provence, 14 mars 2008, consulté le 16 février 2013.
29. 1 2 3 4 5 6 7  Jean-Luc Pasquier, Du carbone 14 au prieuré de Ganagobie dans les Alpes de Haute Provence… des moines radieux « à l’insu de leur plein gré », Société française de radioprotection, 15 octobre 2012.
30. 1 2 3 4 5 6 7  Monique Foucher, « Histoire d'Isotopchim », Union départementale Vie et nature-France nature environnement 04, mai 2012.
31. 1 2 3  Andra, « Mise en sécurité du site Isotopchim à Ganagobie (Alpes-de-haute-Provence) », Rapport d’activité 2011, Agence nationale de gestion des déchets radioactifs, 2012.
32. ↑  Andra, « Site de Ganagobie », Inventaire national des matières et déchets radioactifs, Agence nationale de gestion des déchets radioactifs, 31 décembre 2010.
33. ↑  « Isotopchim : 3 millions d’€ supplémentaires pour la dépollution du site », La Provence, 23 janvier 2010, consulté le 16 février 2013.
34. ↑  Luc Leroux, « Marseille : le négoce du carbone 14 se faisait de père en fille », La Provence, 29 janvier 2013, consulté le 16 février 2013.
35. ↑  « La grille communale de densité », sur le site de l’Insee, 28 mai 2024 (consulté le 23 juin 2024).
36. ↑  Insee, « Métadonnées de la commune ».
37. ↑  « Base des aires d'attraction des villes 2020. », sur insee.fr, 21 octobre 2020 (consulté le 23 juin 2024).
38. ↑  Marie-Pierre de Bellefon, Pascal Eusebio, Jocelyn Forest, Olivier Pégaz-Blanc et Raymond Warnod (Insee), « En France, neuf personnes sur dix vivent dans l’aire d’attraction d’une ville », sur insee.fr, 21 octobre 2020 (consulté le 23 juin 2024).
39. ↑  « CORINE Land Cover (CLC) - Répartition des superficies en 15 postes d'occupation des sols (métropole). », sur le site des données et études statistiques du ministère de la Transition écologique. (consulté le 28 mai 2021).
40. 1 2  Claude Martel, « Ganagobie : un toponyme mystérieux », in Guy Barruol, Claude Basier, Michel Fixot et alii, Ganagobie, le plateau, le prieuré roman, les randonnées, Les Alpes de Lumière, no 91/92, 1985, p. 36.
41. ↑  Charles Rostaing, Essai sur la toponymie de la Provence (depuis les origines jusqu’aux invasions barbares), Laffite Reprints, Marseille, 1973 (1re édition 1950), p 174-175.
42. ↑  Bénédicte et Jean-Jacques Fénié, Toponymie provençale, Éditions Sud-Ouest, coll. « Sud Ouest Université », 2002, 128 p. (ISBN 978-2-87901-442-5), p. 29.
43. 1 2 3  Baratier, Duby et Hildesheimer 1969, p. 176.
44. ↑  Mariacristina Varano, Espace religieux et espace politique en pays provençal au Moyen Âge (IXe-XIIIe siècles). L'exemple de Forcalquier et de sa région, thèse soutenue à l'université d'Aix-Marseille-I, 2011, p. 144.
45. ↑  Brigitte Beaujard, « Les cités de la Gaule méridionale du IIIe au VIIe s. », Gallia, 63, 2006, CNRS éditions, p. 18-19.
46. ↑  Audrey Becker-Piriou, « De Galla Placidia à Amalasonthe, des femmes dans la diplomatie romano- barbare en Occident ? », Revue historique, 2008/3, no 647, p. 531.
47. ↑  Mariacristina Varano, Espace religieux et espace politique en pays provençal au Moyen Âge (IXe-XIIIe siècles). L'exemple de Forcalquier et de sa région, thèse soutenue à l'université d'Aix-Marseille-I, 2011, p. 103.
48. ↑  Notice du pont suspendu des Mées, par Guy Barruol in Guy Barruol, Philippe Autran et Jacqueline Ursch, D'une rive à l'autre : les ponts de Haute-Provence de l’Antiquité à nos jours, Les Alpes de Lumière no 153, Forcalquier 2006, p 93-95
49. ↑  Jean-Christophe Labadie (dir.), Les Maisons d’école, Digne-les-Bains, Archives départementales des Alpes-de-Haute-Provence, 2013 (ISBN 978-2-86-004-015-0), p.9.
50. ↑  Labadie 2013, p. 16.
51. ↑  Labadie 2013, p. 18.
52. ↑  Henri Julien, Guide du débarquement de Provence, 15 août 1944, Digne-les-Bains, Éditions de Haute-Provence, 1994 (ISBN 2-909800-68-7), p.250.
53. ↑  Julien 1994, p. 80.
54. ↑  Julien 1994, p. 81.
55. ↑  Julien 1994, p. 251.
56. 1 2  André de Réparaz, « Terroirs perdus, terroirs constants, terroirs conquis : vigne et olivier en Haute-Provence XIXe – XXIe siècles », Méditerranée, no 109,‎ 2007, p.56 et 59 (lire en ligne).
57. ↑  « nombre des membres du conseil municipal des communes », Legifrance.
58. ↑  « Résultats élections municipales 2008 à Ganagobie », sur linternaute.com.
59. ↑  [Sébastien Thébault, Thérèse Dumont], « La Libération », Basses-Alpes 39-45, publié le 31 mars 2014, consulté le 3 avril 2014.
60. ↑  Bernadette Auric est l’une des 500 élus qui ont parrainé la candidature de Philippe de Villiers (MPF) à l’élection présidentielle de 1995, cf Conseil constitutionnel, liste des citoyens ayant présenté les candidats à l’élection du Président de la République, Journal officiel de la République française du 12 avril 1995, page 5736, disponible en ligne, consulté le 29 juillet 2010.
61. ↑  Préfecture des Alpes-de-Haute-Provence, De Cruis à Hospitalet(L’) (liste 3), consulté le 8 mars 2013.
62. ↑  Préfecture des Alpes-de-Haute-Provence, « Liste des maires », 2014, consultée le 20 octobre 2014.
63. ↑  « Populations légales 2012 des cantons du département des Alpes-de-Haute-Provence », Insee (consulté le 28 juin 2016).
64. 1 2  Des villages de Cassini aux communes d'aujourd'hui sur le site de l'École des hautes études en sciences sociales.
65. ↑  « Décret no 2014-226 du 24 février 2014 portant délimitation des cantons dans le département des Alpes-de-Haute-Provence », sur Légifrance (consulté le 28 juin 2016).
66. ↑  « Liste des juridictions compétentes pour une commune », sur annuaires.justice.gouv.fr, Ministère de la Justice (consulté le 28 juin 2016).
67. 1 2  « Impôts locaux à Ganagobie », sur taxe.com, Batir Technologies SARL (consulté le 28 juin 2016).
68. ↑  Loi n° 2009-1673 du 30 décembre 2009 de finances pour 2010 (Légifrance).
69. ↑  Les comptes de la commune
70. ↑  Chiffres clés Évolution et structure de la population. Dossier complet
71. ↑  L'organisation du recensement, sur insee.fr.
72. ↑  Calendrier départemental des recensements, sur insee.fr.
73. ↑  Fiches Insee - Populations de référence de la commune pour les années 2006, 2007, 2008, 2009, 2010, 2011, 2012, 2013, 2014, 2015, 2016, 2017, 2018, 2019, 2020, 2021 et 2022.
74. 1 2  Christiane Vidal, « Chronologie et rythmes du dépeuplement dans le département des Alpes de Haute- Provence depuis le début du XIXe siècle », Provence historique, tome 21, no 85, 1971, p. 289.
75. ↑  « Établissement primaires publics des Alpes-de-Haute-Provence », Inspection académique des Alpes-de-Haute-Provence.
76. ↑  « Sectorisation des collèges des Alpes-de-Haute-Provence », Académie Aix-Marseille, 8 novembre 2004.
77. ↑  « Site du collège Le Mont d'Or », Académie Aix-Marseille, 2010.
78. ↑  « Sectorisation des lycées des Alpes-de-Haute-Provence », Académie Aix-Marseille, 2010.
79. ↑  « Site du lycée Les Iscles », Académie Aix-Marseille, 2010.
80. ↑  « Site du lycée Félix-Esclangon », Académie Aix-Marseille, 2010.
81. ↑  Professionnels et établissements de santé
82. ↑  Offices au Monastère de Ganagobie
83. ↑  Les 4 rives
84. ↑  Diocèse de Gap
85. ↑  Ganagobie sur Provence 7
86. ↑  Le plateau de Villevieille
87. ↑  Dossier local - Commune : Banon (04018), Insee (lire en ligne), p.5.
88. ↑  Dossier local, p. 8.
89. 1 2  Dossier local, p. 7.
90. 1 2 3  Dossier local, p. 15.
91. ↑  Ministère de l'Agriculture, « Orientation technico-économique de l’exploitation », Recensements agricoles 2010 et 2000. (lien : attention, le fichier fait 4,4 Mio).
92. 1 2  « Liste des appellations AOC et IGP à Ganagobie », sur INAO.
93. ↑  Réparaz 2007, p. 58.
94. ↑  Observatoire départemental du tourisme, Atlas de l'hébergement touristique, décembre 2008.
95. ↑  Dossier local, p. 16.
96. ↑  Insee, « Hébergements touristiques des communes, 2008, 2009 et 2012 », Insee, 2012 (fichier de 20,8 Mio).
97. ↑  Différents arrêtés de 1886 à 1988, Notice no PA00080404, sur la plateforme ouverte du patrimoine, base Mérimée, ministère français de la Culture, consultée le 10 novembre 2008.
98. ↑  Arrêté du 1er octobre, Notice no PA00080403, sur la plateforme ouverte du patrimoine, base Mérimée, ministère français de la Culture, consultée le 23 août.
99. ↑  Collier 1986, p. 373.
100. ↑  Arrêté du 28 janvier 1949, Notice no PM04000176, sur la plateforme ouverte du patrimoine, base Palissy, ministère français de la Culture, consultée le 10 novembre 2008.
101. ↑  La cabane en pierre sèche de Ganagobie (Alpes-de-Haute-Provence) : de la « hutte des Cavares » à la « borie de Ganagobie ».
102. ↑  Banque du Blason.
103. ↑  « ENFANTS DISPARUS / HAUTE PROVENCE. Yannis Moré, disparu à 10 ans en 1989 à Ganagobie », sur ledauphine.com (consulté le 11 juillet 2023).
104. ↑  « Journée des enfants disparus : "Le pire c'est de ne pas savoir où il est, s'il est vivant, s'il est mort" », sur Franceinfo, 25 mai 2019 (consulté le 11 juillet 2023).
105. ↑  « Spéciale enfants disparus », sur rtl.fr, 5 juin 2019 (consulté le 11 juillet 2023).
106. ↑  Nelly Terrier, « Les parents de Yannis l'attendent depuis onze ans », Le Parisien,‎ 7 mai 2000 (lire en ligne, consulté le 11 juillet 2023).
107. ↑  Robert Sausse, Monticelli, consulté le 29 juin 2012.